# 往日不再
《往日不再》是一款由索尼本德工作室開發的生存恐怖遊戲，索尼互動娛樂於2019年4月26日在PlayStation 4平台發行，並於2021年5月18日在Microsoft Windows平台上發售，成為繼《地平線 黎明時分》後第二款SIE全球工作室的自家旗下工作室脫離平台獨佔登陸PC的遊戲作品。遊戲背景設定在一場嚴重疫情爆發兩年後的末世奧勒岡州。曾為機車幫會成員的浪跡者迪肯·聖約翰發現他被認為已故的妻子莎拉可能還活著，於是出發尋找她。透過《往日不再》第三人稱遊戲視角，玩家可在開放世界裡到處探索。玩家可使用一般武器、近戰武器與簡易武器，並可藉由潛行技能抵禦來者不善的人類與被稱為“異變者”的食人生物。遊戲其中一個主要機制為迪肯的機車，作為玩家主要的交通運輸工具及可移動置物空間。
《往日不再》為本德工作室的第一個開放世界計畫、繼《虹吸戰士》（1999）之後第一部原創作品，以及開發十多年的掌上主機外傳遊戲後第一個專為家用主機開發的遊戲。本作開發耗時約六年，本德工作室為此擴大至近三倍人力。《往日不再》主要受《末日之戰》、《陰屍路》及《飆風不歸路》啟發。本作於2016年E3電子娛樂展正式亮相，原定2018年正式發行卻被數次推遲。
本作發行後收到混合評價：故事劇情、任務設計與技術問題遭到批評，遊戲畫面、角色AI與山繆·維特威扮演迪肯的表現則得到稱讚。本作常被認為是索尼在PS4世代裡所開發過較差勁的本家遊戲之一。儘管未大受好評，《往日不再》依舊取得了商業成功；本作銷量超越本德工作室以往開發所有遊戲的總和，並成為美國2019年第19名最賣座遊戲。2021年，據傳本作開發團隊曾向索尼提議發展續作，但並不成功。

## 遊戲玩法
《往日不再》是款第三人称的生存恐怖动作冒险游戏。玩家將扮演賞金獵人迪肯·聖約翰（Deacon St. John），透過行走或騎乘「浪跡者機車」探索世界，在遊玩過程中，玩家除了要對抗倖存的人類掠奪者，還要面對因瘟疫危機產生的喪屍與受感染的動物威脅。遊戲原本擁有「簡單」、「普通」、「困難」3種難度，6月追加更新了難度更高的「生存」模式，一些如快速移動和求生視野的特殊能力都無法使用。
遊戲背景為發生全球瘟疫危機兩年後的「俄勒冈州」，遊戲世界包含了森林、河流、山脈與雪地等各種環境，而遊戲內的動態天氣變化系統會對地圖造成影響，例如下雪時，玩家的能見度除了會降低，騎乘機車時也會比較容易打滑。遊戲中共有六個地區，這些地圖會隨著玩家的故事進度逐漸解鎖。每個地區都有「營地」，且各自擁有獨特的道具。
喪屍會進食與遷徙，喜歡潮濕陰冷的環境。玩家在遊戲中最常遇到的是「暴走者」，他們通常群聚再一起行動，其他包括會在玩家衰弱時攻擊的「幼變者」、發出聲音吸引喪屍的「尖嘯者」和體型巨大的「殘暴者」。地圖上佈滿著感染區，每個感染區的在地圖上顯示的紅點代表著異變者巢穴，玩家可透過燃燒彈、遙控炸彈以及射擊燃料箱來清理，每清理一個感染區，玩家將解鎖快速傳送至該區域安全屋、大量獎勵還有營地的信任值。
遊戲提供不少戰鬥方式，包含了各種槍械、近戰武器及火藥，而不同的武器選會出現不同的打擊效果，也可以在敵方未察覺時繞背完成暗殺，遇到大量敵人時，可以投擲汽油彈或朝著汽油桶開槍造成爆炸來攻擊敵人。本作的技能樹共分為遠程、近戰以及求生三種。
機車是玩家在遊戲中的重要工具，玩家可以騎乘機車上山下海也能撞開成群結隊的喪屍，一旦燃料耗盡或零件受損，玩家必須徒步去附近的營地購買燃料、零件或推車前進，也可以冒著引發警報器的風險拆除路邊車輛的零件。機車也是本作的存檔點之一，只要玩家死亡，就會在機車附近復活。玩家不只可以搶奪他人的機車，也能透過升級強化它的行駛速度與武器裝備容量。
「信任值」是本作的重要設定，玩家的信任值越高越有機會獲得強力的道具，數值夠高的話可以開啟支線任務，但營地的信任值是分開計算的。遊戲還設有「拍照模式」，除了基本的角色表情和18种滤镜效果，還能進入进阶模式，對照片的55项设定进行处理。

## 劇情

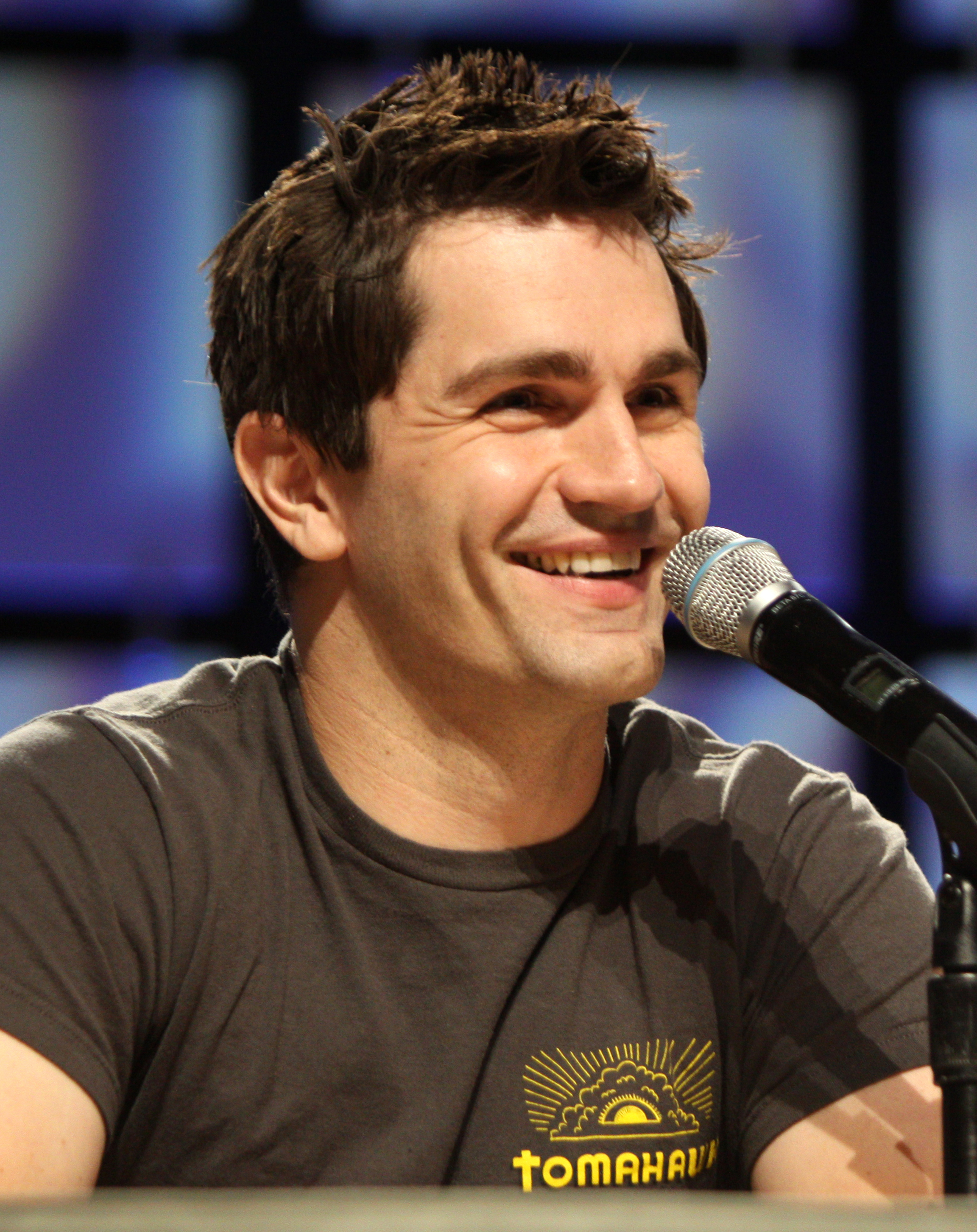
山繆·維特威在《往日不再》中為迪肯·聖約翰提供聲演與動作捕捉

一種病毒席捲全球，使絕大部分人類變成稱為“異變者”的殘暴喪屍。在不久將來的奧勒岡州，機車幫會成員迪肯·聖約翰（山繆·維特威）和威廉·“酒鬼”·格雷（吉姆·派瑞）以及迪肯妻子莎拉·艾琳·惠特克（蔻特妮·崔普），試圖逃出生天。他們找到一架只剩兩人空間的NERO直升機。莎拉搭上直升機，迪肯則因酒鬼受傷選擇留下來幫助他，並向妻子保證會再與她團聚。
兩年後，迪肯與酒鬼在太平洋西北地區擔任傭兵。莎拉被認為已亡故，因為她據信曾待過的NERO難民營遭到異變者入侵而淪陷了。兩人計畫前往北方追尋更好的生活，但他們遭到一群邪教徒“安息者”攻擊。酒鬼的右手臂在這次攻擊中被嚴重燒傷，迪肯到處尋找醫療用品來幫他治療。後來，兩人得知安息者正在懸賞他們的人頭。迪肯看到一架NERO直升機並跟著它，並見到兩年前帶莎拉撤離的研究員詹姆斯·歐布萊恩（貝爾納多·德·寶拉）。歐布萊恩透漏莎拉搭的直升機中途轉向了另一個營地，代表她可能還活著。
酒鬼的健康狀況持續惡化，於是迪肯帶他去由“鐵漢”·麥克·威爾卡克斯（埃里克·阿蘭·克萊默）及雷蒙·“狂徒”·薩爾柯奇（傑森·史匹塞克）掌管的洛斯特湖營地。營地的醫生將酒鬼腐壞的手臂截肢以挽救生命，歐布萊恩則答應只要迪肯願意支援NERO正在進行的研究計劃就協助他找莎拉。與此同時，狂徒對安息者與洛斯特湖間脆弱的結盟不以為然；他私自做了交易將迪肯出賣給安息者。迪肯發現安息者首領“卡洛斯”其實是傑西·威廉森（斯科特·懷特），一名以前在摩托幫的日子裡結下樑子的敵人。迪肯逃出安息者的營地並炸掉上游的水壩，淹死傑西與其餘教徒。
迪肯得知莎拉身為擁有聯邦安全權限的政府研究員，在營地撤離中應有優先資格，歐布萊恩則證實她被轉移到位於火山口湖的一座軍事前哨站，如今已被德舒特縣民兵團佔據。他還警告迪肯異變者正在進化，變得越來越危險。迪肯贏得民兵首領馬修·蓋瑞特上校（丹尼爾·里爾丹）的入伍許可並與莎拉重聚，此時她正在研發用來對付異變者的生化武器。迪肯和莎拉決定前往她的舊實驗室找一台DNA合成儀，他們在那知曉她的研究曾被用來研發異變者病毒。
在實驗室裡，莎拉表示她正致力於治癒異變者而非消滅他們。迪肯建議他們應在她的新實驗室裡尋找治癒解方，愈發偏執的蓋瑞特卻將莎拉實施保護管束。迪肯企圖救她但失敗並被狂徒逮捕。一名富有同情心的軍官戴瑞克·庫里（菲爾·莫利斯）放走迪肯，於是迪肯回到洛斯特湖，此時那裡已遭到民兵團攻擊。迪肯聯合洛斯特湖營地剩餘成員及其他營地的人對民兵團展開報復行動，以一台炸彈卡車進攻他們的總部。迪肯殺死狂徒，莎拉毒死蓋瑞特，民兵團於是被瓦解。
迪肯、莎拉、酒鬼和他們的朋友們定居在洛斯特湖。歐布萊恩聯絡迪肯並揭曉NERO一直以來都知道異變者病毒具有突變效果，而他自己就是一名突變異變者。他警告迪肯NERO正在前來路上且任何辦法都不能阻止他們。

## 開發
《往日不再》的開發商本德工作室為索尼的其中一家遊戲開發商。本作的核心開發團隊包含工作室導演克里斯多福·里斯（Christopher Reese）、遊戲總監傑夫·羅斯（Jeff Ross）及創意總監約翰·加文（John Garvin），他們早在1990年代本德工作室在開發《虹吸戰士》時就是工作室的一員。《往日不再》是該公司第一款開放世界遊戲、繼《虹吸戰士》（1999）之後第一個原創智慧財產，以及在《虹吸戰士：洛根之影》（2007）之後第一部在家用主機上發行的遊戲。
《往日不再》的完全開發肇始於2015年，而本作的開發週期持續了六年。開發團隊受到《末日之戰》、《陰屍路》及《飆風不歸路》這些遊戲開發初期當紅的影劇作品啟發，同時本德工作室將開發團隊從50人大大擴張到130人。2019年3月10日，遊戲開發完成，本德工作室證實遊戲已進入完成版，代表已可用於量產與發行。

### 設計
在遊戲前製期間，團隊決定這將是一個開放世界計畫。遊戲設定在本德工作室所在的俄勒岡州中部。根據加文，俄勒岡州中部地景多樣，從雪山到沙漠，使其成為沙盒遊戲的理想地點。根據首席設計師埃瑞克·詹森（Eric Jensen），《往日不再》的開放世界機制由一個5到6名開發人員組成的小團隊設計，他們“必須在了解人力限制的情況下，聰明而有效地思考所有的設計選擇”。該工作室最初低估了開發專案所需的人力，以為一個50人團隊就夠了。雖然遊戲是開放世界，團隊省略了大量填充內容。遊戲大部分任務都是按劇本編寫，並與主線劇情相關聯。團隊目標是複製開放世界環境在線性遊戲中（例如秘境探險系列）的成功。
遊戲中的敵人雖然類似殭屍，但本德工作室將它們命名為“異變者”。遊戲中的“暴走潮”靈感來自“一名常在影片裡表現奇怪動作的YouTuber”，而“幼變者”的靈感則來自柔術家。“暴走潮”是由50到500人聚集而成的巢群。為了更好地優化巢群，“暴走潮”被分成小人潮。若他們靠近玩家，“暴走潮”中的一些“異變者”會從主群體中分離出來，使玩家更容易對付它們。在一個“暴走潮”中，有八個“暴走潮”角色模型；團隊修改了每個人的身高，使他們的外表和行為獨一無二。團隊花了很多時間在群體AI上，讓“暴走潮”不只會向迪肯直線往前衝，還會利用地形使玩家疲於應付。
《往日不再》有多條相互穿插的故事線，允許玩家自由切換。團隊想維持新鮮有趣的敘事。遊戲會不斷追蹤玩家的進度。團隊受到Netflix選單的啟發。遊戲最初設定迪肯能決定並改變劇情走向，後來刪除此機制，因為團隊發現很難向玩家展示這些決定的影響。根據加文，刪除這種劇情選項，能更好展現迪肯的個性，因為其中某些選擇可能會讓他做出令人震驚或殘忍的不符合他個性的行為。
加文表示，遊戲主題為“救贖”。 這段旅程將見證經常被視為局外人的迪肯成長為有擔當的領導者。加文補充說，儘管遊戲背景為世界末日，但團隊想提供一個更有希望的主題，因為迪肯的故事著重在他如何讓世界變得更美好，並探討生存與生活的異同。遊戲的故事和主題靈感來自《長路》、《末日之旅》和《我是傳奇》。由於迪肯被設定為機車幫會成員，團隊研究了位在美國的機車幫會“地獄天使”。

### 配樂
加文對奈森·懷特黑德在《國定殺戮日：無法無天》中的作品印象深刻，因此邀請他為《往日不再》創作配樂，該配樂由納什維爾樂團和獨奏家演奏。懷特黑德花了兩年製作遊戲配樂。樂器以吉他為主；懷特黑德說對於迪肯這位賞金獵人和騎摩托車的角色，以及美國西北地區的環境來說，都是“明顯的選擇”。懷特黑德補充說，遊戲配樂結合了“美國民謠和一點搖滾元素”，非常適合遊戲場景。為了適應電子遊戲媒體的互動性，《往日不再》的配樂設置在遊戲引擎可以添加或刪除的層中；因此，配樂會根據遊玩過程動態變化。

### 發行
遊戲起初計畫2018年發售，後來延後到2019上半年。索尼本德工作室於2018年6月7日公布了遊戲將於2019年2月22日發售，後來又延後到同年4月26日發售。2021年2月，索尼宣布本作将于2021年春季登陆Windows平台。
珍藏版包含了迪肯模型、各項飾品、迷你畫集和原創音樂集以及遊戲道具，玩家預定遊戲的實體版還可以獲得限量造型棒球帽一頂。在日本，遊戲廠商還和服装设计公司迪賽合作推出夾克、牛仔背心、T恤與帽子。
索尼互動娛樂在2016年電子娛樂展上發布《往日不再》。雖然本座最初計劃於2018年發行，但被推遲到隔年。為了避免與其他如《戰慄深隧：流亡》和《冒險聖歌》的3A級遊戲競爭，本作的發行從2019年2月22日推遲到同年4月26日。作為索尼繼《地平線 黎明時分》之後將更多第一方內容引入個人電腦而努力的一部分，《往日不再》於2021年5月18日通過Steam和Epic遊戲商城為Windows發布。
發布後，本德工作室以免費可下載內容支援本作。2019年6月，引入了生存難度模式，該模式修改了抬頭顯示器並停用快速旅行選項。緊隨其後的是每週12次挑戰，每項挑戰中玩家的表現將分為金、銀、銅排名。玩家獲得的積分可用於購買新角色和其他配件。2019年9月，本德工作室新增二周目模式和出自《虹吸戰士》的狙擊步槍MB-150。受《死亡擱淺》啟發，機車油箱、裝飾品和車架油漆於2018年11月發行。

## 評價

### 評論
《往日不再》在商業上取得不錯的成績，但媒體方面卻得到褒貶不一的評價，在Metacritic上，遊戲基於108個媒體評論獲得了71/100分。《富比士》的戴夫·蒂尔（Dave Thier）認為遊戲之所以評價和銷量有這麼大的差異是因為「專業偏見（Bias Of Expertise）」。評論員比一般玩家遊玩過更多同樣類型的遊戲，長時間遊玩遊戲讓評論員不經意的比較先前在其他遊戲遇到的類似場景與玩法，使得最後得出的分數遠低於玩家分數。
Destructoid的克里斯·卡特（Chris Carter）喜歡遊戲音樂和技能樹的設計，但即便如此《往日不再》只是略高於平均水準。《Fami通》的編輯們認為遊戲呈現一個充滿緊張、危險的殭屍世界，喪屍的存在、容易折損的武器和機車油量都提醒著玩家這是一個殘酷的生存世界。
GamesRadar+的里昂·赫爾利（Leon Hurley）認為遊戲儘管有著眾多BUG和凌亂的劇情問題，但仍然是個引人入勝的冒險開放殭屍世界。IGN的露西·奧布里恩（Lucy O'Brien）給予遊戲6.5/10分，表示「遊戲在前半段很好的描述迪肯的感情故事以及他行事的動機，但後面劇情就亂了頭緒。遊戲的確有它好玩的部分，但重複的任務設計、平淡無味的劇情和大量強制性的內容，且設定也不夠末日，這個遊戲難以讓人記住」。
《電子遊戲月刊》編輯喬西·哈蒙（Josh Harmon）直言《往日不再》是索尼第一方中罕見不如預期的作品。Digital Foundry認為索尼本德工作室第一次開發3A遊戲表現合格甚至超出預期，例如光影效果和天氣系統。

### 銷售
《往日不再》在英國取得不錯的銷售成績，發售當週成為實體銷售的冠軍，並連續三週保持冠軍位置。即使《往日不再》是一個全新IP，遊戲在日本首週共售出11萬4319份，並連續兩週獲得銷售第一。同時首週的銷量超過《地平線 黎明時分》和《战神》，只排在《神秘海域4：盗贼末路》與《蜘蛛侠》後面。

### 獲獎
| 年份 | 獎項                         | 領域                                      | 結果 | 參考          |
| ---- | ---------------------------- | ----------------------------------------- | ---- | ------------- |
| 2016 | 金搖桿獎                     | 最受歡迎遊戲                              | 提名 | [ 67 ]        |
| 2017 | 遊戲評論家獎                 | 最佳動作/冒險遊戲                         | 提名 | [ 68 ]        |
| 2018 | 遊戲評論家獎                 | 最佳原創遊戲                              | 提名 | [ 69 ]        |
| 2018 | 玩家選擇獎                   | 最被期待遊戲                              | 提名 | [ 70 ]        |
| 2019 | 獨立遊戲開發者協會獎         | 最佳音效設計                              | 提名 | [ 71 ] [ 72 ] |
| 2019 | 獨立遊戲開發者協會獎         | 最佳視覺設計                              | 獲獎 | [ 71 ] [ 72 ] |
| 2019 | 金搖桿獎                     | 最佳敘事                                  | 獲獎 | [ 73 ] [ 74 ] |
| 2019 | 金搖桿獎                     | 最佳音效                                  | 提名 | [ 73 ] [ 74 ] |
| 2019 | 金搖桿獎                     | 年度PlayStation遊戲                       | 獲獎 | [ 73 ] [ 74 ] |
| 2019 | 好萊塢媒體音樂獎             | 原創配樂 - 電子遊戲                       | 提名 | [ 75 ]        |
| 2019 | 好萊塢媒體音樂獎             | 原創歌曲 - 電子遊戲《Hell or High Water》 | 提名 | [ 75 ]        |
| 2019 | 娛樂與嚴肅遊戲節             | 最佳西班牙語表演 （Claudio Serrano）      | 獲獎 | [ 76 ] [ 77 ] |
| 2020 | 第23屆D.I.C.E.大獎           | 動畫傑出成就                              | 提名 | [ 78 ]        |
| 2020 | NAVGTR獎                     | 動畫技術                                  | 提名 | [ 79 ]        |
| 2020 | NAVGTR獎                     | 畫面技術                                  | 提名 | [ 79 ]        |
| 2020 | NAVGTR獎                     | 新原創戲劇配樂IP                          | 提名 | [ 79 ]        |
| 2020 | NAVGTR獎                     | 原創或改編歌曲《Days Gone Quiet》         | 提名 | [ 79 ]        |
| 2020 | NAVGTR獎                     | 遊戲劇情的音效剪輯                        | 提名 | [ 79 ]        |
| 2020 | NAVGTR獎                     | 音效設計                                  | 提名 | [ 79 ]        |
| 2020 | NAVGTR獎                     | 新音效IP的使用                            | 提名 | [ 79 ]        |
| 2020 | 第18屆年度遊戲聲音網絡公會獎 | 最佳原創歌曲《Days Gone Quiet》           | 提名 | [ 80 ]        |
| 2020 | 2020威比獎                   | 最佳音樂/音效設計                         | 獲獎 | [ 81 ]        |
| 2020 | ASCAP作家選擇獎              | 年度電子遊戲配樂                          | 提名 | [ 82 ]        |

## 潛在續集
2021年4月9日，彭博新聞社的傑森·施賴爾透露，本德工作室已打算推出《往日不再》續集，但第一部褒貶不一的評價和漫長的開發過程使索尼拒絕提議。不久之後，羅斯證實《往日不再2》已向索尼提案，但基於保密協議，很多細節無法確認。他還透露，續集計劃的一部分是“能够合作遊玩的同一世界观游戏”，最初由於人員限制而未包含在《往日不再》中。
在與創造《戰神系列》的大衛·賈菲同台Podcast時，加文說“如果你喜歡一個遊戲，就用他媽的全價買它”，並暗示《往日不再》沒有續集部分原自它沒有賺取足夠利潤。加文因他的言論而受到抨擊。評論者表示，《往日不再》在發布期間已經從粉絲的支持中受益，要求別人在一個未知遊戲上花70美元是不合理的。其他人指出，索尼完全掌控了PlayStation遊戲的銷售並提供免費Demo，不能完全由消費者承擔責任。在加文發表評論後，詹森感謝玩家的支持，無論他們何時購買或玩過本作。
據時任索尼互動娛樂全球工作室CEO的大衛·賈菲稱，肖恩·雷頓曾大力支持《往日不再》。但是，當雷頓在2019年9月離職時，賈菲說“《往日不再》已經死了”。賈菲還表示，在嘗試推出續集時，“這一直是場艱苦的戰鬥”，羅斯表示索尼要求能不能使用索尼的IP，如《虹吸戰士》。羅斯說，續集將在開發其他細節時探索更多技術方向。
羅斯表示本作售出超過800萬份，但當地工作室管理對此“很失望”。這是為了回應官方宣布的另一款已售出超過800萬份的SIE第一方遊戲《對馬戰鬼》（由Sucker Punch Productions開發）。羅斯提供的銷售額存在爭議，因為它們基於PlayStation Trophy數據追蹤網站。羅斯接著說，在本德工作室期間，他看著《往日不再》正式售出超過500萬份時，追踪網站當時的推測銷售量為580萬份。

## 外部連結
- 官方网站